# Le Boisle
Le Boisle és un municipi francès situat al departament del Somme i a la regió dels Alts de França. L'any 2007 tenia 373 habitants.

## Demografia

### Població

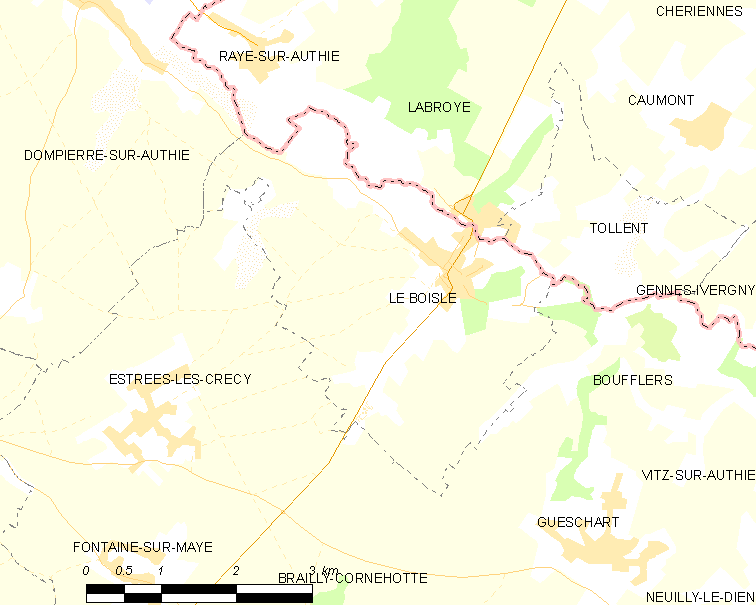
mapa del municipi

El 2007 la població de fet de Le Boisle era de 373 persones. Hi havia 161 famílies de les quals 39 eren unipersonals (12 homes vivint sols i 27 dones vivint soles), 67 parelles sense fills, 43 parelles amb fills i 12 famílies monoparentals amb fills.

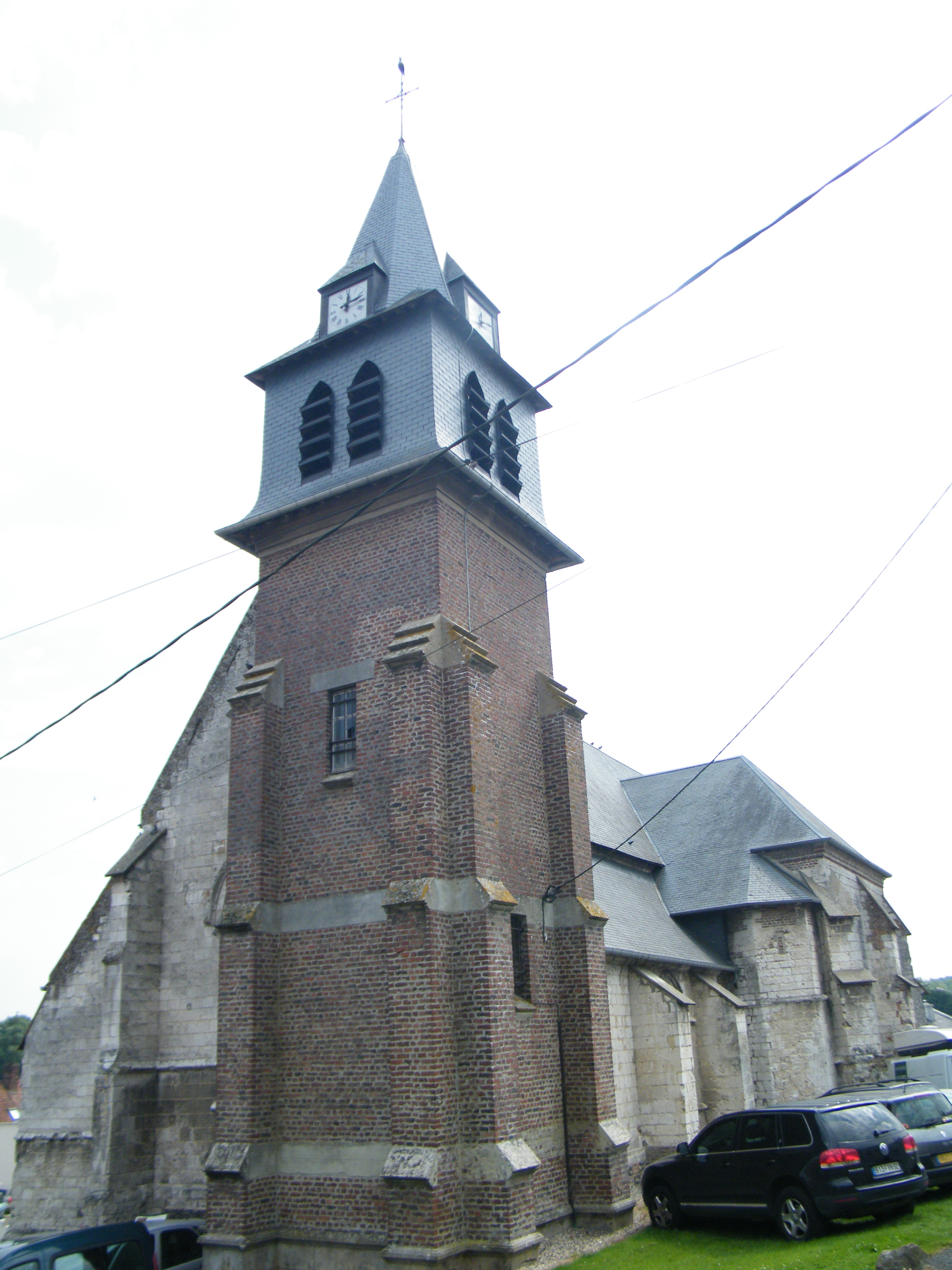
església

La població ha evolucionat segons el següent gràfic:
Habitants censats

### Habitatges

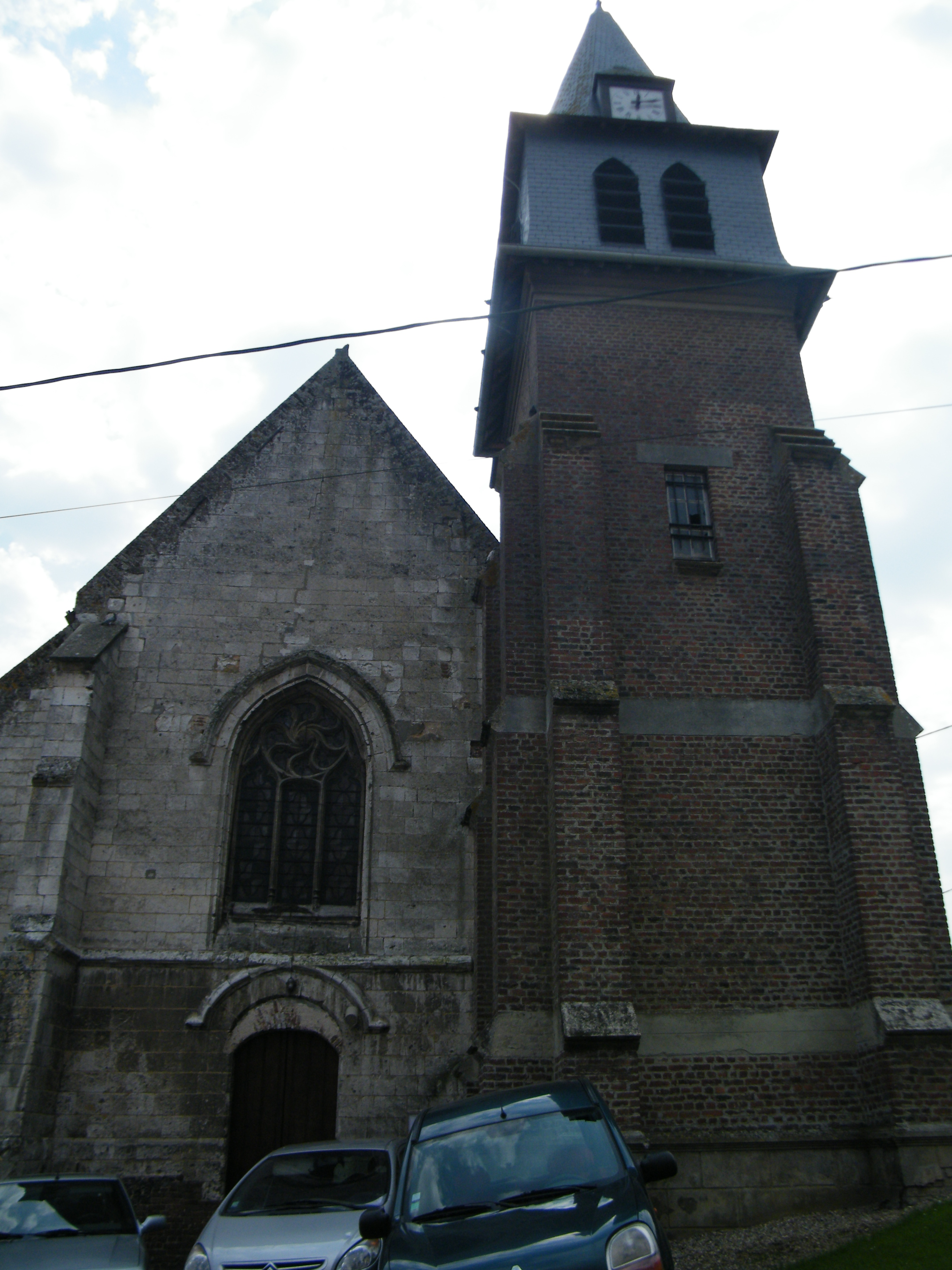

El 2007 hi havia 213 habitatges, 166 eren l'habitatge principal de la família, 32 eren segones residències i 14 estaven desocupats. Tots els 213 habitatges eren cases. Dels 166 habitatges principals, 137 estaven ocupats pels seus propietaris, 24 estaven llogats i ocupats pels llogaters i 6 estaven cedits a títol gratuït; 3 tenien una cambra, 5 en tenien dues, 33 en tenien tres, 51 en tenien quatre i 74 en tenien cinc o més. 142 habitatges disposaven pel capbaix d'una plaça de pàrquing. A 75 habitatges hi havia un automòbil i a 60 n'hi havia dos o més.

### Piràmide de població

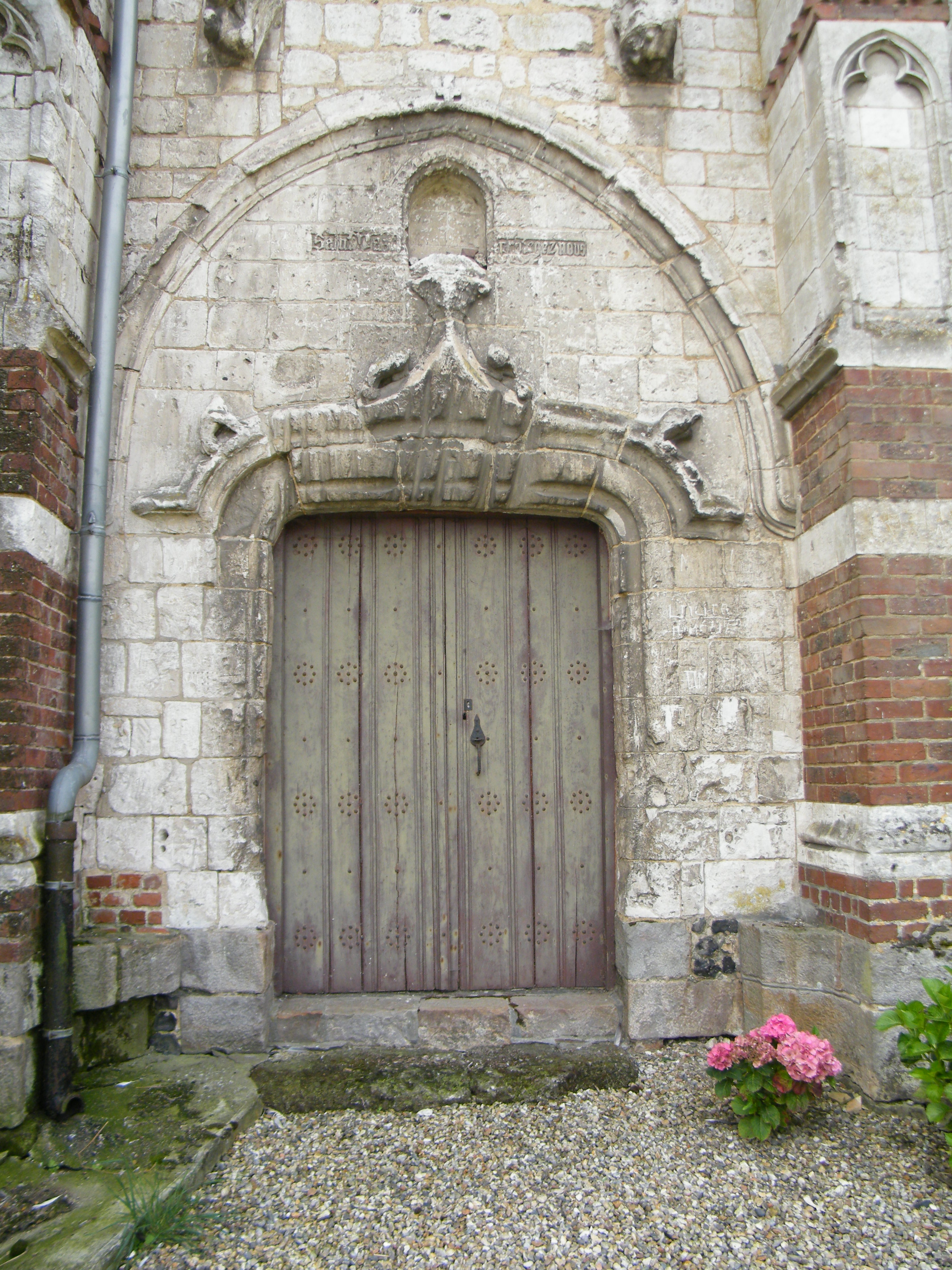

La piràmide de població per edats i sexe el 2009 era:
| Homes | Edats   | Dones |
| ----- | ------- | ----- |
| 0     | 95 o +  | 0     |
| 4     | 90 a 94 | 4     |
| 4     | 85 a 89 | 0     |
| 0     | 80 a 84 | 8     |
| 12    | 75 a 79 | 0     |
| 12    | 70 a 74 | 32    |
| 16    | 65 a 69 | 12    |
| 16    | 60 a 64 | 12    |
| 8     | 55 a 59 | 28    |
| 12    | 50 a 54 | 4     |
| 12    | 45 a 49 | 24    |
| 12    | 40 a 44 | 12    |
| 24    | 35 a 39 | 4     |
| 12    | 30 a 34 | 8     |
| 4     | 25 a 29 | 20    |
| 4     | 20 a 24 | 8     |
| 8     | 15 a 19 | 20    |
| 8     | 10 a 14 | 4     |
| 12    | 5 a 9   | 16    |
| 8     | 0 a 4   | 20    |

## Economia

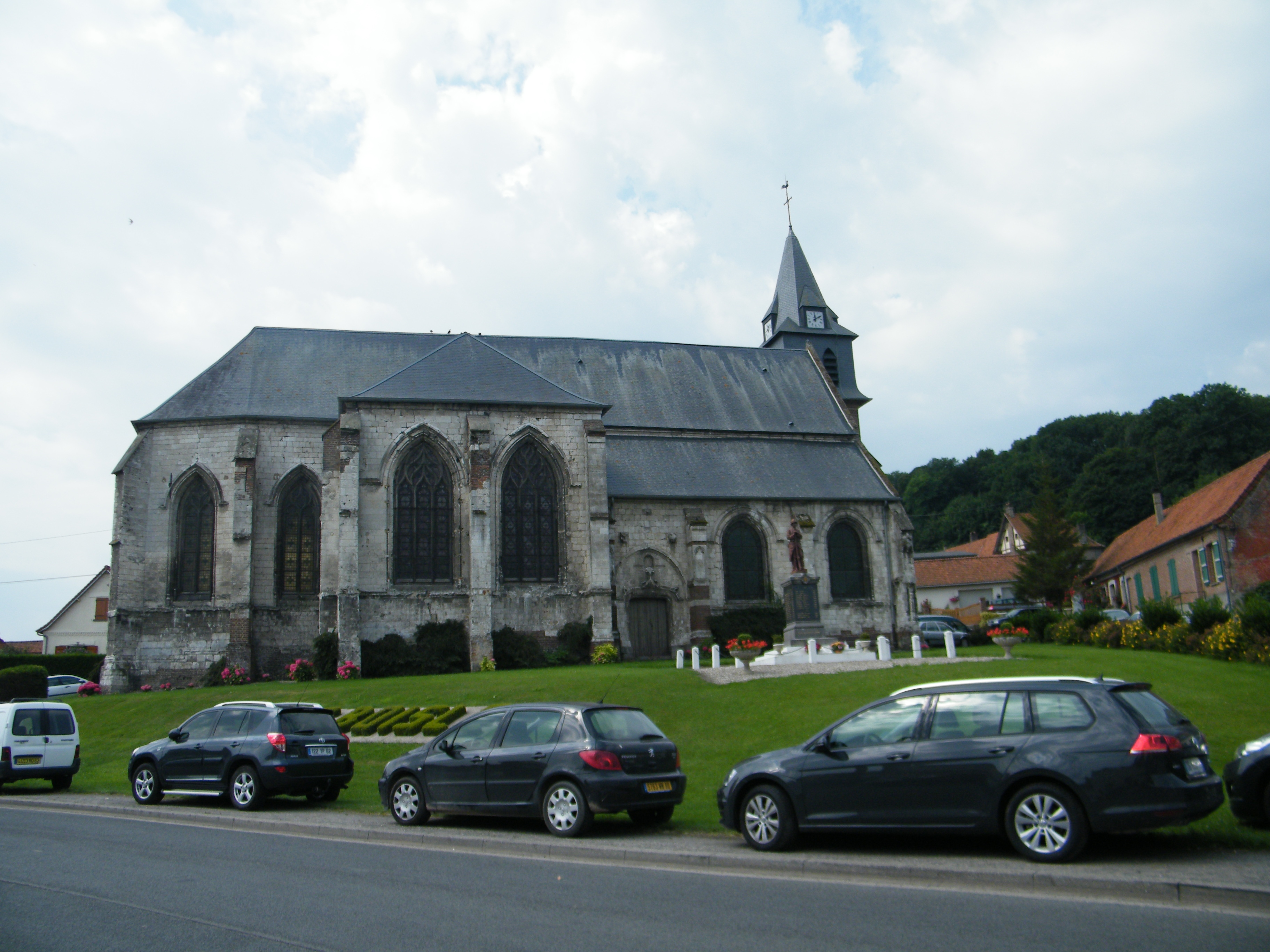

El 2007 la població en edat de treballar era de 216 persones, 151 eren actives i 65 eren inactives. De les 151 persones actives 129 estaven ocupades (74 homes i 55 dones) i 23 estaven aturades (14 homes i 9 dones). De les 65 persones inactives 21 estaven jubilades, 13 estaven estudiant i 31 estaven classificades com a «altres inactius».

### Ingressos
El 2009 a Le Boisle hi havia 168 unitats fiscals que integraven 389 persones, la mediana anual d'ingressos fiscals per persona era de 14.505 €.

### Activitats econòmiques

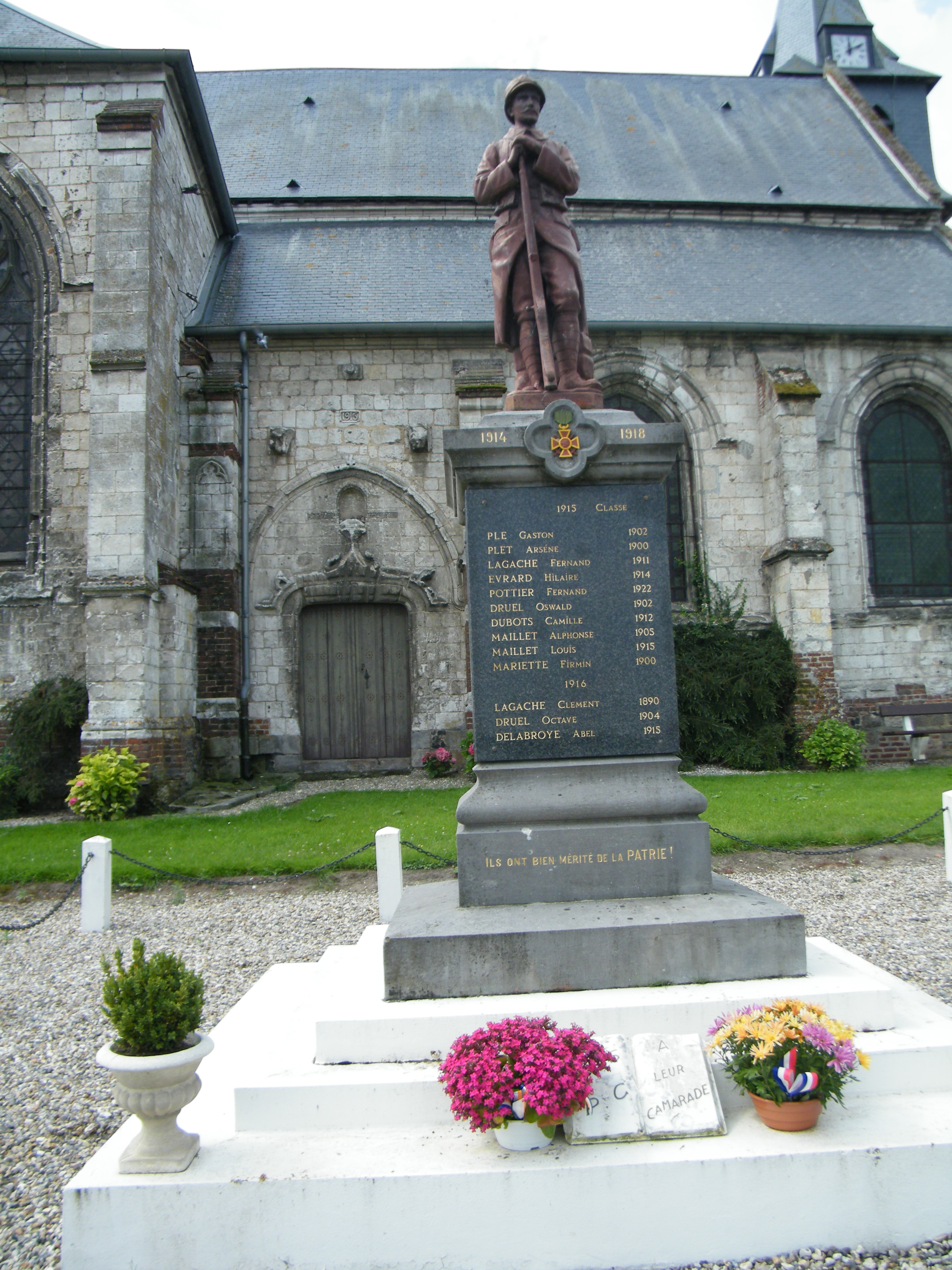

Dels 17 establiments que hi havia el 2007, 3 eren d'empreses de fabricació d'altres productes industrials, 1 d'una empresa de construcció, 8 d'empreses de comerç i reparació d'automòbils, 1 d'una empresa de transport, 1 d'una empresa de serveis, 1 d'una entitat de l'administració pública i 2 d'empreses classificades com a «altres activitats de serveis».
Dels 6 establiments de servei als particulars que hi havia el 2009, 2 eren tallers de reparació d'automòbils i de material agrícola, 1 establiment de lloguer de cotxes, 1 lampisteria i 2 perruqueries.
Dels 2 establiments comercials que hi havia el 2009, 1 era una botiga de més de 120 m² i 1 una fleca.
L'any 2000 a Le Boisle hi havia 14 explotacions agrícoles que ocupaven un total de 783 hectàrees.

## Equipaments sanitaris i escolars
El 2009 hi havia 1 farmàcia i 1 ambulància.

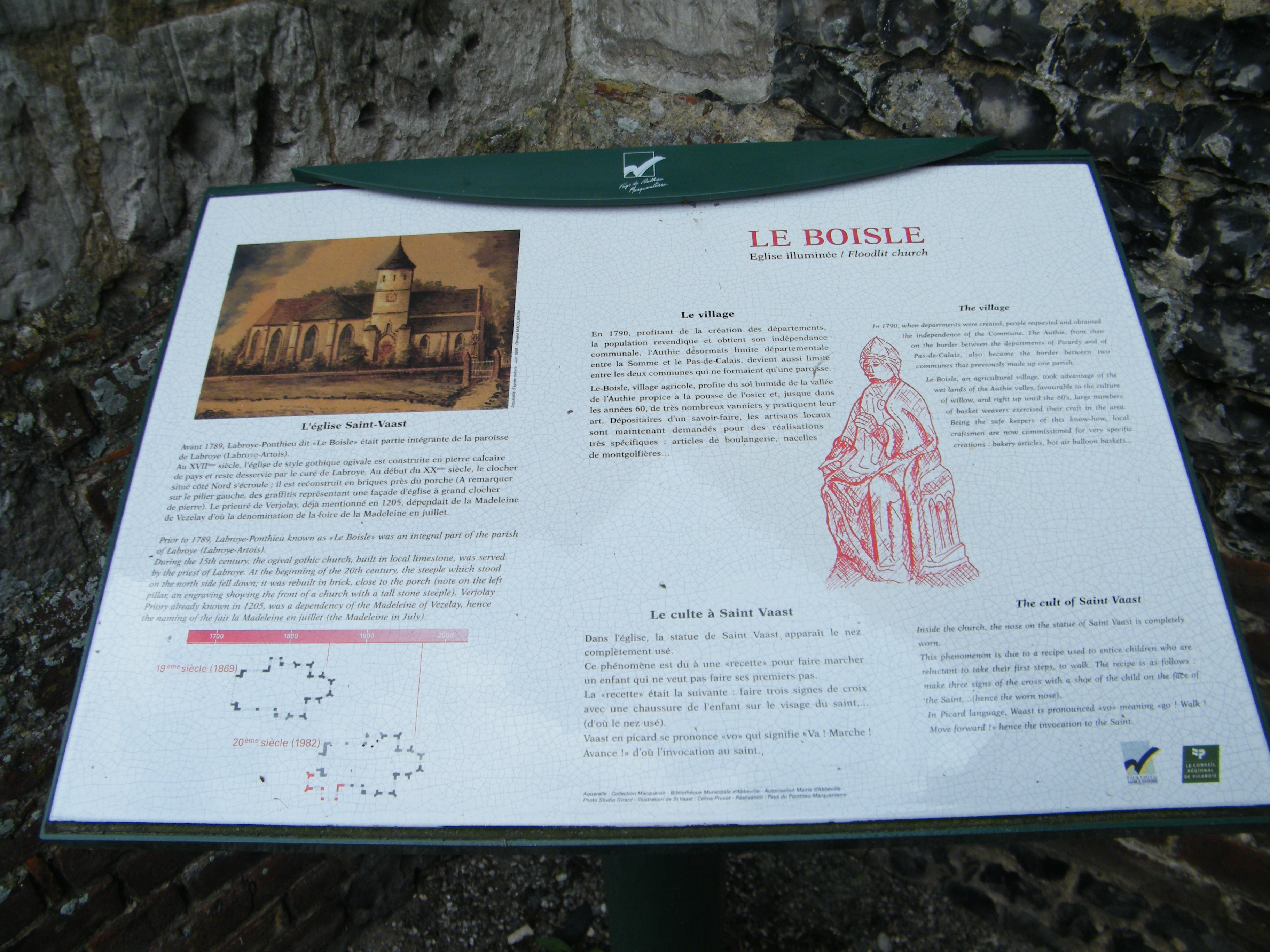

El 2009 hi havia una escola maternal integrada dins d'un grup escolar amb les comunes properes formant una escola dispersa.

## Poblacions més properes
El següent diagrama mostra les poblacions més properes.